# Igreja dos Corvos
A Igreja dos Corvos era um santuário moçárabe, convertido em centro de peregrinação. Nos relatos de Dreses a igreja ficava a sete milhas de distancia do Cabo de São Vicente, no Algarve. A igreja era em forma de cúpula e virada para o mar e na sua vizinhança erguia-se uma mesquita, sendo ambos os templos locais de peregrinação.
O carácter sagrado do Cabo de São Vicente, onde se erguia a igreja dos Corvos, já era conhecido na antiguidade clássica. Estrabão referiu que no promontório sagrado havia um templo dedicado a Hércules e que o local era ocupado pelos deuses. Este carácter sagrado teria passado do culto pagão para o culto cristão e muçulmano pois o local continuou a ser alvo de culto por vários séculos.
Segundo a lenda o corpo de S. Vicente, martirizado em Valência por ordem de Públio Daciano, legado do imperador romano Diocleciano, tinha sido trasladado por mar para Sagres quando Valência foi cercada por Abderramão I. Contava-se que lhe fizeram cortejo alguns corvos que ficaram de guarda ao santuário, a ponto de este ser conhecido, mesmo entre os mouros, por igreja dos corvos (em árabe Kanisat al-Gurab). Dizia-se que corvos não tinham idade, e que no alto da igreja dez corvos estavam permanentemente pousados em vigília. A igreja tornou-se um centro de peregrinação que se manteve activo até 1173.